# Notoryctes caurinus
Notoryctes caurinus é uma espécie de marsupial da família Notoryctidae. Endêmica da Austrália, é conhecida por espécimes coletados em seis localidades no Grande Deserto de Areia e no Deserto de Gibson no noroeste da Austrália Ocidental. Três registros recentes ocorreram em Talawanna Track a oeste de Cotton Creek (1995),  e perto de Nifty Mine (1996), ambos na Austrália Ocidental.